# Linie následnictví japonského trůnu
Následnictví japonského císařského trůnu užívá pro stanovení následníka trůnu a budoucího císaře systém salického práva, který vylučuje ženy a jejich potomky z následnictví trůnu. I přesto mělo Japonsko doposud 9 vládnoucích císařoven. Naposledy to byla císařovna Go-Sakuramači v letech 1762 až 1771. Všechny císařovny ale byly v otcovské linii potomky předchozích císařů, jednalo se o neprovdané a bezdětné císařské dcery nebo vdovy.
Současný císař Japonska Naruhito má pouze jedinou dceru Aiko, která nemůže zdědit trůn. Do narození prince Hisahita se v císařské rodině nenarodil po 40 let mužský dědic, který jako jediný může zdědit trůn. Proto také do jeho narození hrozila dynastická krize, tj. že by mohli vymřít po meči dynastičtí příslušníci císařské rodiny a uvažovalo se také o změně následnického systému na absolutní rovnou primogenituru (jako je např. ve Švédsku od roku 1980). V budoucnu se může stát, že se Hisahito stane jediným mužským členem císařské rodiny.

## Současná linie následnictví
Linie následnictví japonského trůnu je následující:
- JCV císař Meidži (Mucuhito) (1852–1912)
  -  JCV císař Taišó (Jošihito) (1879–1926)
    -  JCV císař Šowa (Hirohito) (1901–1989)
      -  JCV císař Akihito (*1933)
        -  JCV císař Naruhito (*1960)
        - (1) Jcv Fumihito, korunní princ Akišino (*1965)
          - (2) Jcv princ Hisahito (*2006)

      - (3) Jcv princ Hitači (*1935)